# Оскар Гайль
Оскар Гайль (нім. Oskar Heil, 20 березня 1908, Лянґвіден, Рейнланд-Пфальц — 15 травня 1994, Сан-Матео) — німецький інженер-електрик і винахідник. Він вивчав фізику, хімію, математику і музику в Геттінгенському університеті та здобув докторський ступінь у 1933 році за роботи з молекулярної спектроскопії.

## Біографія
У Геттінгенському університеті Оскар Гайль зустрівся з Агнесою Арсеньєвою (1901—1991), перспективною молодою російською вченою-фізиком, яка також здобула науковий ступінь. Вони одружилися в Ленінграді, СРСР у 1934 році. У тому ж 1934 році Оскар Гайль запатентував польовий транзистор.
Разом з дружиною вони переїхали до Сполученого Королівства, щоб працювати в Кавендішській лабораторії Кембриджського університету. Під час поїздки до Італії вони спільно написали піонерську роботу з генерації мікрохвиль, яка була опублікована в Німеччині в Zeitschrift für Physik (журнал з фізики) у 1935 році. Арсеньєва згодом повернулася до СРСР, щоб далі працювати в Ленінградському фізико-хімічному інституті зі своїм чоловіком. Однак потім він повернувся до Великої Британії сам; Арсеньєвій, що працювала над цією темою, не дозволили залишати країну. Повернувшись до Великої Британії, Оскар Гайль працював на Standard Telephones and Cables.
Наскільки вчасно Гайлем було прийнято рішення повернутись на Захід, свідчать виявлені протоколи допитів у 1939 році радянських фізиків — «ворогів народу», як зокрема працівника харківського УФТІ Фрідріха Гоутерманса, з якого силою вибивали покази на Оскара Гайля як нібито «німецького шпигуна».
На початку Другої світової війни він повернувся до Німеччини через Швейцарію. Під час війни працював на мікрохвильовому генераторі для C. Lorenz AG в Берлін-Темпельгоф.
У 1947 Гайль був запрошений до США. Після виконання наукової роботи він заснував власну компанію під назвою Heil Scientific Labs Inc в 1963 році в місті Бельмонт, штат Каліфорнія. Арсеньєва залишилася в Радянському Союзі, де померла в 1991 році.